# پارک هو سان
پارک هو سان (کره‌ای: 박호산؛ زادهٔ ۱۸ اکتبر ۱۹۷۲) با نام تولد پارک جونگ هوان (کره‌ای: 박정환)، بازیگر اهل کره جنوبی است. او بیشتر به خاطر ایفای نقش مکمل در مجموعه‌های تلویزیونی همچون دفترچه زندان، آقای من، وکیل بی‌قانون و پنت‌هاوس: جنگ در زندگی شناخته می‌شود.

## زندگی شخصی
پارک هو سان از دانشگاه چونگ آنگ در رشته تئاتر فارغ‌التحصیل شده‌است. پارک ازدواج کرده‌است و سه پسر از جمله پارک جون هو، که رپر است، دارد. کیم دونگ هوا، همسر پارک هو سان، بازیگر تئاتر است و هشت سال از پارک کوچکتر است.

## فیلم‌شناسی

### مجموعه تلویزیونی
| سال       | عنوان                       | نقش            | توضیحات                                               | منابع         |
| --------- | --------------------------- | -------------- | ----------------------------------------------------- | ------------- |
| ۲۰۱۴      | بازی دروغگو                 |                |                                                       | [ ۵ ]         |
| ۲۰۱۵      | خانم پلیس                   |                |                                                       | [ ۶ ]         |
| ۲۰۱۶      | خواستن                      | هام ته سوب     |                                                       | [ ۷ ]         |
| ۲۰۱۷      | مدافع بی‌گناه                | چوی ده هونگ    |                                                       | [ ۸ ]         |
| ۲۰۱۷–۲۰۱۸ | دفترچه زندان                | کی‌ای‌آی‌اس‌تی     |                                                       | [ ۹ ] [ ۱۰ ]  |
| ۲۰۱۸      | مادر                        |                |                                                       | [ ۱۱ ]        |
| ۲۰۱۸      | آقای من                     | پارک سانگ هون  |                                                       | [ ۱۲ ] [ ۱۳ ] |
| ۲۰۱۸      | وکیل بی‌قانون                | چون سونگ بوم   |                                                       | [ ۱۴ ]        |
| ۲۰۱۸      | مهمان                       | کاراگاه کو     |                                                       | [ ۱۵ ]        |
| ۲۰۱۸–۲۰۱۹ | کمتر از شیطان               | جون چون مان    |                                                       | [ ۱۶ ]        |
| ۲۰۱۸      | کارآگاه روح                 | لی کیونگ وو    |                                                       | [ ۱۷ ]        |
| ۲۰۱۹      | خدمه گل: آژانس ازدواج چوسان | ما دونگ دوک    |                                                       | [ ۱۸ ]        |
| ۲۰۱۹      | پگاسوس مارکت                | کوان یونگ گو   |                                                       | [ ۱۹ ]        |
| ۲۰۱۹      | روح را بگیر                 | چوی دو چول     |                                                       | [ ۲۰ ]        |
| ۲۰۲۰      | شام رفیق                    | کیانو          |                                                       | [ ۲۱ ]        |
| ۲۰۲۰–۲۰۲۱ | زیبایی حقیقی                | ایم جه پیل     |                                                       | [ ۲۲ ]        |
| ۲۰۲۰–۲۰۲۱ | هیس                         | اوم سونگ هان   |                                                       | [ ۲۳ ]        |
| ۲۰۲۱      | پنت‌هاوس: جنگ در زندگی       | یو دونگ پیل    | فصل ۲ (حضور افتخاری؛ قسمت ۱۳) فصل ۳ (بازیگر نقش مکمل) | [ ۲۴ ] [ ۲۵ ] |
| ۲۰۲۱      | پسران راکتی                 | پارک جونگ یونگ | حضور افتخاری (قسمت ۱)                                 | [ ۲۶ ]        |
| ۲۰۲۲      | ردیاب                       | هوانگ چول مین  | حضور افتخاری                                          | [ ۲۷ ]        |
| ۲۰۲۲      | هیولا                       | کوان جونگ سو   |                                                       | [ ۲۸ ]        |
| ۲۰۲۲      | شکار شده                    | یونگ سو        |                                                       | [ ۲۹ ]        |
| ۲۰۲۲      | وب‌تون امروز                 | جانگ مان چول   |                                                       | [ ۳۰ ]        |